# Silvia Sicouri
Silvia Sicouri (Génova, 27 de septiembre de 1987) es una deportista italiana que compite en vela en la clase Nacra 17.
Ganó una medalla de bronce en el Campeonato Mundial de Nacra 17 de 2016 y dos medallas en el Campeonato Europeo de Nacra 17, plata en 2014 y bronce en 2015. Participó en los Juegos Olímpicos de Río de Janeiro 2016, ocupando el quinto lugar en la clase Nacra 17.

## Palmarés internacional
| \| Campeonato Mundial \| Campeonato Mundial \| Campeonato Mundial \| Campeonato Mundial \| \| Año \| Lugar \| Medalla \| Clase \| \| ------------------ \| --------------------------- \| ------------------ \| ------------------ \| \| 2016 \| Clearwater (Estados Unidos) \| Medalla de bronce \| Nacra 17 \| \| Campeonato Europeo \| \| \| \| \| Año \| Lugar \| Medalla \| Clase \| \| 2014 \| La Grande-Motte (Francia) \| Medalla de plata \| Nacra 17 \| \| 2015 \| Barcelona (España) \| Medalla de bronce \| Nacra 17 \| |                             |                   |          |
| Campeonato Mundial |                             |                   |          |
| Año | Lugar                       | Medalla           | Clase    |
| 2016 | Clearwater (Estados Unidos) | Medalla de bronce | Nacra 17 |
| Campeonato Europeo |                             |                   |          |
| Año | Lugar                       | Medalla           | Clase    |
| 2014 | La Grande-Motte (Francia)   | Medalla de plata  | Nacra 17 |
| 2015 | Barcelona (España)          | Medalla de bronce | Nacra 17 |